# Yoshi Takata
Pour les articles homonymes, voir Takata (homonymie).
Yoshi Takata (ヨシ タカタ, Takata Yoshi), est une photographe de mode, photographe humaniste et portraitiste japonaise, née à Yusima Mikumi-chô le 27 octobre 1916, près de Tokyo, et morte le 12 février 2009 à Paris.

## Biographie
Yoshi Takata naît à Yusima Mikumi-chô en 1916, à Tokyo et grandit à Kanda Surugadaï. Son grand-père, Shinzo Takata est le fondateur de la Maison Takata, la première compagnie de commerce extérieure enregistrée au Japon.
Elle est diplômée du Futsueiwa (actuellement Shirayuri Gakuen). Yoshi Takata fait ses débuts à l’Agence France Presse (AFP) à Tokyo, comme interprète assistante, c’est son entrée dans le monde du journalisme.
Initialement attirée par le dessin, qu’elle pratique dès son plus jeune âge, elle se tournera vers la photographie, influencée par les grands reporters-photographes qu’elle côtoie à l’AFP comme Ihee Kimura et découvre Werner Bischof et Robert Capa.
En 1954 elle quitte l’AFP et reçoit comme cadeau de départ un boîtier Nikon offert par ses collègues photographes ainsi qu’une indemnité qui lui permet de prendre un aller-retour en bateau pour la France. Au cours de son voyage, elle se rend à Paris où elle sert d’interprète à Ihee Kimura, l’un des photographes japonais les plus célèbres de sa génération. Il lui permet de rencontrer tous les grands photographes qui travaillent à Paris : Henri Cartier-Bresson, Brassaï, Robert Doisneau et Edouard Boubat. Ses nouveaux amis photographes lui apprennent à observer la capitale, à se sensibiliser à la lumière de la ville, ainsi qu’aux caractéristiques des habitants de Paris.
En 1955, Yoshi Takata rencontre Pierre Cardin au cours d’un reportage qu’elle réalise sur le couturier. Elle réalise des photographies de son atelier et, encouragée par Cardin, elle se consacre à la photographie de mode qu’elle pratique pendant plus de quarante ans.
Yoshi Takata accompagne Pierre Cardin dans tous ses déplacements. Elle organise en 1957 sa première visite au Japon et lui permet, en 1963, d’exporter la maison Pierre Cardin au Japon grâce à la signature d’une licence avec la chaine de grands magasins Takashimaya. À partir de 1968 elle devient la principale collaboratrice et responsable des activités de la maison Cardin pour l’Extrême-Orient.
En dehors de son activité auprès de Pierre Cardin, Yoshi Takata « constitue un corpus de travail indépendant, réalisé en France, au Japon, en Chine, au Brésil ou dans d’autres pays, qui reflète une grande sensibilité et une perception claire et distincte du monde ».
À Paris, elle rencontre et tire le portrait de nombreuses célébrités, de toutes nationalités et de tous horizons confondus, en passant de Richard Nixon à Orson Welles mais également de figures majeures de l’art contemporain telles que Pablo Picasso, Man Ray, Alberto Giacometti et Salvador Dali. On retrouve également des portraits de Marguerite Yourcenar, Jean Genet, Maurice Béjart, Jean-Paul Sartre, Gloria Swanson, François Truffaut ou encore Marlène Dietrich.

Ses photographies de Paris sont réunies dans un premier ouvrage Les 20 arrondissements de Paris, édité à Tokyo en 1973 avec des textes de Ryôichi Kogima. Dans un second ouvrage, publié en 1995, intitulé Mémoires de Paris, le présent du passé, sont regroupés à la fois des scènes de Paris et des portraits de célébrités qu’elle a pu côtoyer lors des nombreux évènements organisés par la Maison Cardin et grâce aux divers voyages qu’elle a réalisé en Russie, Chine et au Japon. 
Qu’elles soient photographiques ou dessinées, les images créées par Yoshi Takata révèlent une exceptionnelle sensibilité. « Vous avez bien du talent Yoshi ! » Elle pouffe de rire, « mais non je m’amuse c’est tout ». Robert Doisneau
Yoshi Takata meurt à 93 ans, le 12 février 2009 dans le 15e arrondissement de Paris.

## Expositions
- 1975 : Les 20 arrondissements de Paris, Salon Nikon, Ginza, Tokyo
- 1990 : Galerie Saka, Akasaka, Tokyo
- 1991 : Le présent du passé, Espace Pierre Cardin, Paris, du 20 novembre au 7 décembre
- 1993 : Flashback, Boston French Library, Association Japonaise de New York, New York
- 1993 : De l’Art dans la Ville, Grand Palais, Paris
- 1994 : Les 20 arrondissements de Paris, Printemps Ginza, Tokyo
- 2000 : Regards de Yoshi Takata, Maison de la culture du Japon à Paris, 26 septembre au 28 octobre[2]
- 2003 : 50 ans de photographie à Paris : Yoshi Takata, Musée de la Photographie de Tokyo, 18 janvier 2003 au 23 février 2003
- 2004 : Yoshi Takata, Pierre Cardin, Milan, Galleria Carla Sozzani[4]
- 2022 : Yoshi Takata, Un regard sur Paris, 1955-1987, Galerie Thaddeus Ropac, Paris[5]

## Publications
- Yoshi Takata, 20 Arrondissements de Paris, textes de Ryoichi Kojima (Journal Asahi), 1974, 217 p.
- Yoshi Takata, Mémoires de Paris, le présent du passé, Kyoto Shoin, 1995, 119 p.
- Yoshi Takata, Pierre Cardin, Milan, Galleria Carla Sozzani, 2004, 65 p. (ISBN 887942839X)

## Collections publiques
- Bibliothèque Nationale de France[6]
- Bibliothèque historique de la ville de Paris (1992)[7]

## Distinctions
- Chevalier de l'ordre des Arts et des Lettres en 1985[1]
- Médaille d’argent de la ville de Paris en 1989[1]